# 植込み型除細動器
植込み型除細動器（うえこみがたじょさいどうき、英語: Implantable Cardioverter Defibrillator, ICD）は、体内植え込み式で、心室頻拍や心室細動などの致死的不整脈への治療を行い、心臓の働きを回復する補助人工臓器（医療機器）である。植え込み型除細動器、埋込型除細動器と表記される場合もある。本ページでは、ICD（アイシーディー）と表記する。またICD治療システムは、電池回路を内蔵するICD本体（いわゆる缶）を中心として構成されるが、このシステム全般を表現するときはICDと、その中で缶のみに言及する際はICD本体と表現する。

## 概要
- ICDとは
  - ICDは、患者の体内に植込む医療機器であり、ICD本体内に内蔵された電池により作動する。植込まれている間（使用中）は、体外からの電源供給等は必要としない。ICDは、植込まれた患者の体内において、突然死につながる致死性不整脈の発生を迅速かつ的確に判断し、あらかじめ設定された治療を行う。ICD植込みにより、患者は突然死発生の恐怖から解放される。ICDは、致死性不整脈の発生そのものを予防するものではないが、カテーテルアブレーション治療や薬物療法などでの不整脈の根治療法が難しい患者に対して、致死性不整脈発生時にそれを検出（判断）して即時に治療を開始し、結果として命を救うという点で有効である。
- AED（自動体外式除細動器）との違い
  - AEDは、主に交通機関や公共施設、繁華街等に設置され、心肺停止状態になった人に対して、その場に居合わせた任意の人や救急隊員等の医療従事者が使用し救命治療を体外から他人の手で行うものである。すなわち目撃者およびAED作動者がいないと治療は行えない。（目撃者＝AED作動者でも可）
  - ICDはこれに対し、治療機器（医療器具）があらかじめ植込まれており、かつ治療方法が設定されているため、心肺停止状態をもたらすような致死性不整脈発生時には、他人の手を借りることなく自動で治療が行われる。
- WCD（着用型自動除細動器）との違い
  - WCDは着るタイプの除細動器で、内側に心電図電極と除細動用電極が付いているベストを素肌に直接着用して使用する。致死性不整脈の検出および除細動治療の実施、それらをつかさどる回路、電池は全て体外にあり、それらをすべて「着用して」持ち運びながら生活することとなる。植込み型除細動器の植込みがすぐに行えない場合や、致死性不整脈の発生が一過性の可能性があり、経過観察中に致死性不整脈発生時の治療も要する場合に主に使用される。システムは全て体外にあるため、治療システムを体内に植込むことにより発生する可能性のあるトラブルとは無縁である。ただし、装着者本人の意思で外す（脱ぐ）ことが可能であり、かつ外付けの電池の交換及び予備電池の充電を頻繁に行う必要がある。また入浴、シャワー時には外す必要がある。
  - ICDはこれに対し、システム全てが体内に植込まれている。

## ICDの種類に関して
ICDは、「体内に植込まれ、自動で致死性不整脈を検出し、治療を行う」と定義され、この場合にICDの要件を満たすものは次の3種類となる。
- 経静脈ICDシステム：エックス線画像を使って、リードを静脈から心臓内に固定する。胸部に植込まれた本体と、心臓内に留置されたリードを使って、電気ショックによる救命治療を行う。
- 皮下植込み型除細動器（S-ICD）システム：わきの下に植込まれた本体（缶）と、皮下に留置された1 本のリードを使って、電気ショックによる救命治療を行う。このシステムは、本体とリードが心臓や血管に触れないため、植込みによる合併症の発生率が経静脈ICDシステムよりも少ないという利点がある。
- 両室ペーシング機能付き植込み型除細動器 (CRT-D) システム：経静脈ICDシステムに追加して、両心室（左心室、右心室）を電気的刺激により同期させ、心臓のポンプ機能を維持または改善する機能を有するシステム。ICDシステムが通常有する機能は全て搭載されている。[1]

## ICDの基本構成
ここでは、経静脈ICDシステムの構成に関して紹介する。
- ICD本体、ICDリード、心房リード、専用プログラマから主に構成される。このうち体内に植込まれるのは、ICD本体、ICDリード、心房リードである。遠隔モニタリングシステムを使用して、定期的にICD作動情報を診療機関に送信することが出来る。
  - ICD本体：主に電池、コンデンサ、IC回路で構成されチタン製の缶に内封され、缶内から接続する導線とICDリードを接続するコネクタ部（ヘッダーとも呼ばれる）と一体化している。大きさは約30cc、重さは約70g、小型のスマートフォンくらいである。治療設定は、専用プログラマを使い植込み後も体外から行うことが出来る。また、心臓の状態は、同時に植え込まれてICD本体と接続されるリード線を通してモニタリングされる。電池消耗により数年から10年程度使用後にICD本体交換手術が必要。電池はICD本体内に密閉内封されており取り出しが出来ない。したがってICD本体における電池交換とは、ICD本体そのものの交換を言う。
  - ICDリード：ICD本体と共に使用される超小型（細径）の電線。ICDリード先端は右心室内に留置され、反対側のコネクタ部はICD本体コレクタ部と接続されて使用する。ICDリード先端部分の複数の電極を使用してペーシング治療、センシング、データ収集が行われ、リード表面部の1か所または2か所のコイル部分とICD本体が電極の役割をして除細動治療、カーディオバージョン治療の通電治療が行われる。ICDリードの耐久性は、ICD本体の電池寿命とは異なるためICD本体の交換時に必ずしもICDリードの交換も必要となる訳ではないが、逆にICDリードが正常に働かないとICDによる治療が行えないため、ICDリードにトラブルが発生した際は、ICD本体の電池残存寿命に関わらずICDリードは交換となる。なお、ICDリードはその先端が心臓内に留置されているため抜去が難しいケースが多い。したがって既に植込まれているICDリードにトラブルが発生した際には、新たなICDリードを植込み、かつ既に植込まれているICDリードは抜去せずにそのまま体内に留置するケースも多い。
  - 心房リード：ICD本体、ICDリードと共に植込まれることが多く、主にICD治療に必要な心房側の情報収集のために用いられる。例えば、心室の心拍数が速くなった際に、それが心房心室の同期があるのかどうかで治療が必要な頻拍かどうかを判断することに用いられる。運動時に脈が速いと感じた際は一般的にこの心房心室の同期があるが、ICD治療対象の致死性不整脈の場合はこの心房心室の同期がない。心房リードが無くてもICD治療機能に問題が生じない場合は心房リードは植込まない場合もある。
  - 専用プログラマ：ICD本体に治療設定等を行う際に用いる。ICD植込み後に体外からこの専用プログラマを使用して治療設定変更が可能。また、ICD本体がICDリートを介して収集した心臓の情報およびICDリードの情報（電気的に問題が無いかどうかの情報）は、この専用プログラマを用いて読み出す。
  - 遠隔モニタリングシステム：データ送受信機(専用機またはスマートフォン）を使用し、決められた間隔および条件でICD作動情報を任意の診療施設へ送信することが可能。使用例としては、ICDとデータ送受信機の交信が毎日深夜から早朝にかかる時間帯に設定されている場合、患者就寝中にICD本体とデータ送受信機が交信してICD作動情報を読み出して診療施設に送信する。受診した診療施設は、患者が来院することなくICD作動情報を得ることが可能。トラブルの早期発見にもつながる。なお送信される情報内容、送信頻度、情報受信後の対応方法等は、植込まれたICDや診療施設ごとに異なる。

## ICD植込み手術および植込み施設
経静脈ICDシステムに関して紹介する。
- ICD植込み手術
  - 通常は、まず左または右の鎖骨の下部の皮下（または大胸筋下）にポケットと呼ばれるICD本体を収納するスペースを作成する。かつポケット周辺において、リード挿入が可能であり右心系（右心房、右心室）まで直接達している適切な静脈を見つけ、2本のリードが挿入される。リードは静脈を通り先端は右心系に達し、右心室にはICDリードが、右心房には心房リードが留置される。リードの近位部（ポケット側の部分）はポケット内でICD本体に接続され、ICD本体はポケット内で、コネクタ部分にある専用の小さな穴に縫合糸を通し、それを体組織に縫合により固定される。治療は、ICD本体とリードがセットとなり行われ、かつ心拍数等の心臓のデータを収集する。なお、右心室へ挿入するICDリードのみを植え込む場合もある。植込み手術にかかる時間は通常1時間から数時間程度で、局所麻酔もしくは全身麻酔で行われる。
- ICD植込み施設
  - 植込み手術は、不整脈専門医が常勤しなおかつ心臓血管外科を標榜している等、定められた基準を満たす施設に限られる。ICD植込み認定施設は、2022年4月時点で全国に471施設ある。[2]

## 治療機能
経静脈ICDシステムに関して紹介する。
- 治療法の設定には、抗頻拍ペーシング、カルディオバージョン、除細動治療、の3つがある。これらの設定は手術後でも、プログラマを使用し体外から変更することができる。なお、ICDは通常の心臓ペースメーカーが有する抗徐脈治療機能も有するため、抗頻拍治療（脈拍が速すぎる場合の治療）と抗徐脈治療（脈拍が遅すぎる場合の治療）の両方を必要とする患者へは、ICDのみの植込みで対応できる。

1. 抗頻拍ペーシング
心室頻拍に対して、心臓ペースメーカーと同じような刺激で心室頻拍よりも少しだけ速いタイミングで複数回の電気刺激を送る治療を行う。ほとんどの場合、自覚しないうちに治療が終わっている。
2. カルディオバージョン
抗頻拍ペーシングでも治療ができなかった場合、自己心拍に同期して軽めの電気ショックを与えることで頻拍を止める。突然胸を叩かれたような軽度の不快感がある。
3. 除細動治療
心室細動発生をICDが診断（判断）したときは事前の治療設定に従い電気ショックを出して心室細動を止める。この際の放出出力は最大出力に設定する場合が多い。このショックは胸を蹴られたような感じがするが、意識を失っていることも多く、治療が行われたことに気がつかない場合もある。また、除細動直後に自己心拍が出現しない場合（＝心臓が止まっている場合）は、心臓ペースメーカーと同じように抗徐脈ペーシングを行う。

## 注意点
- ICDは、心臓の動きや心臓から排出して体内に運ばれる血流をモニタリングしているのではなく、心筋内を流れる電位の変化と変動パターンをモニタリングして異常(致死性不整脈のパターン)を検出した際に必要な治療を行う。この電位が想定通りに検出されない、もしくは心筋電位以外のものを拾ってしまう場合にトラブルが生じる。従って心筋電位と疑似した電磁波の混入は不適切作動（誤作動）発生の恐れがあり注意が必要である。ただし、診断治療に必要では無い電位を区別する機能も進化しており、一定のルールに従って生活している限り生活への大きな支障とはならない。詳細は担当医師へ確認するのが望ましい。
- ICDの植込みにより、身体障害者福祉法により、身体障害者の認定を受けることができる。
- ICDを植え込むことにより心臓を起因とする突然死は防げるが、その原因となる致死性不整脈の発生そのものを防ぐことはできない。したがって不整脈の発生により一時的に心停止状態に陥った際に（ICD治療が開始される直前の状態で）、意識を失うことにより、倒れて頭部を強打する等の危険性は残る。ただしこの問題はICDが植え込まれているか否かとは別次元での問題である。

## 沿革
- 1980年
  - 世界初のICD植え込みが行われる
- 1990年
  - 日本でICD臨床試験が開始される
- 1996年
  - 日本でICD健康保険適用となる
- 2006年
  - 日本で両心室ペースメーカーCRTとICD機能を備えた両室ペーシング機能付き植込み型除細動器 (CRT-D) の保険適用が開始
- 2016年
  - 日本で皮下植込み型ICD（S-ICD)の保険適用が開始
- 2021年
  - 日本全国で約6000台のICD本体（経静脈ICDと皮下植込み型ICDの合計）植込み手術が行われた。うち約3分の1はICD本体の交換の手術であった。[3]
- 2024年　
  - MRI撮像条件について緩和された

## ICD植込みが公表されている著名人
- ディック・チェイニー（元アメリカ合衆国副大統領）
  - アメリカ合衆国第46代副大統領（在任期間：2001年から2009年、大統領はジョージ・W・ブッシュ）。在任中の2001年6月30日にICD植え込み手術を受けた。1978年37歳時の最初の心臓発作以来、複数回の心臓発作を経験していた[4]。
- なかにし礼（作家、作詞家）
  - 1992年に心室細動で緊急入院して以来心機能の低下があり、2016年、74歳の時にICDが植え込まれた。「長年悩まされてきた突然死の恐怖が消え、『大変なストレスからの解放』を感じている。」と取材に回答している[5]。
- クリスティアン・エリクセン（プロサッカー選手、サッカーデンマーク代表）
  - 2021年6月、UEFA EURO 2020の試合中に心停止で倒れる。回復後治療の一環としてICDを装着する手術を受け[6]、のちに代表に復帰した[7]。
- 岩倉博文（北海道苫小牧市長、元衆議院議員）
  - 2023年11月に公務出張中の韓国・仁川空港で倒れ、現地の病院へ緊急搬送された。心室細動で不整脈を起こした疑いがあり、現地の病院で治療後に帰国し、札幌市内の病院でICDの植え込み手術を受けた[8]。